# Index výkonnosti procesu
Index výkonnosti procesu (process performance index) je v oboru process improvement odhadem způsobilosti procesu během iniciační fáze, před tím, než je proces uveden do stavu statistického řízení.

## Definice
Jestliže horní a dolní specifikovaná hranice parametrů procesu je USL resp. LSL, střední hodnota parametrů procesu je {\displaystyle {\hat {\mu }}}, a odhad směrodatné odchylky procesu (vyjádřené jako standardní odchylka) je {\displaystyle {\hat {\sigma }}}, pak Index výkonnosti procesu je definován jako: {\displaystyle {\hat {P}}_{pk}=\min {\Bigg [}{USL-{\hat {\mu }} \over 3\times {\hat {\sigma }}},{{\hat {\mu }}-LSL \over 3\times {\hat {\sigma }}}{\Bigg ]}}.
Parametr {\displaystyle {\hat {\sigma }}} je odhadnut jako výběrová směrodatná odchylka. Ppk může být záporná, pokud se proces pohybuje mimo specifikované limity, protože proces produkuje velké množství defektních výstupů.
Specifikace limitů mohou být jednostranné (např. pevnost). Pro specifikace, které mají pouze spodní limit, platí {\displaystyle {\hat {P}}_{p,lower}={{\hat {\mu }}-LSL \over 3\times {\hat {\sigma }}}}; pro specifikace, které mají pouze horní limit, platí {\displaystyle {\hat {P}}_{p,upper}={USL-{\hat {\mu }} \over 3\times {\hat {\sigma }}}}.
V praxi se někdy také používá metrika {\displaystyle {\hat {P}}_{p}={\frac {USL-LSL}{6\times {\hat {\sigma }}}}}, která však není vhodná pro procesy, jejichž cílová hodnota není přesně uprostřed specifikovaných limitů, a proto se interpretuje jako výkonnost procesu, pokud by cílová hodnota byla vycentrovaná.

## Interpretace
Vyšší hodnoty Ppk signalizují vyšší výkonnost procesu – proces je více schopen produkovat výstup v žádoucích limitech. To však nemusí být vždy pravda.
Přesně řečeno je ze statistického hlediska Ppk bez významu, pokud u vyhodnocovaného procesu není známa distribuční funkce, což se týká paramerů {\displaystyle {\hat {\mu }}} a {\displaystyle {\hat {\sigma }}}. Navíc používání této metriky k předpovídání budoucnosti na základě minulých údajů je krajně nespolehlivé.
Z hlediska managamentu, pokud je organizace pod tlakem zavést nový proces rychle a hospodárně, pak je Ppk vhodnou metrikou pro měření postupu zavádění (zvyšování Ppk se interpretuje jako tak, že "schopnost procesu se zlepšuje"). Rizikem je, že Ppk se považuje za měřítko připravenosti procesu k výrobě ještě předtím, než jsou vychytány všechny mouchy.
Jakmile je proces uveden do stavu statistického řízení, způsobilost procesu je popsána pomocí Indexů způsobilosti procesu, které jsou svými vzorci identické s Ppk (and Pp). Jsou však jinak pojmenovány, aby se rozeznalo, zda je proces ve fázi zavádění a zkoumání nebo ve fázi rutinního provozu ve stavu statistického řízení.